# Mairie-école de Goux-les-Usiers
La mairie-école de Goux-les-Usiers est un ensemble de bâtiments, protégés des monuments historiques, situés sur la commune de Goux-les-Usiers dans le département du Doubs en France.

## Histoire
En 1853, l'école de garçons est construite sur les plans de l'architecte Louis Girod. En 1873, la mairie et l'école de filles est ajoutée, toujours sur les plans du même architecte.
Les façades, toitures des deux bâtiments d'école et la mairie sont inscrits au titre des monuments historiques depuis le 16 décembre 2005.

## Localisation
Le bâtiment est situé au centre du village de Goux-les-Usiers, dans la rue des écoles.

## Architecture
Les bâtiments forment un ensemble symétrique dont la mairie occupe la place centrale. La façade de la mairie est de style Renaissance avec ornements de végétaux.